# Hülsenfeld
Hülsenfeld ist ein Ortsteil im Stadtteil Herkenrath von Bergisch Gladbach.

## Geschichte
Die Siedlung Hülsenfeld ist erst im 19. Jahrhundert entstanden. Sie ist nach der alten Gewannenbezeichnung Hölsen Feld bezeichnet worden, die das Urkataster südwestlich von der Ortschaft Kierdorf verzeichnet. Das Bestimmungswort Hülse geht auf das althochdeutsche hulis und auf das mittelhochdeutsche huls/hulsche zurück und bezieht sich auf die Pflanzenart Stechpalmen bzw. Ilex aquifolium.
Der Ort war Teil der Bürgermeisterei Bensberg im Kreis Mülheim am Rhein in der preußischen Rheinprovinz. Er ist erst ab der Preußischen Neuaufnahme von 1892 auf Messtischblättern regelmäßig als Hülsenfeld verzeichnet. 
Aufgrund des Köln-Gesetzes wurde die Stadt Bensberg mit Wirkung zum 1. Januar 1975 mit Bergisch Gladbach zur Stadt Bergisch Gladbach zusammengeschlossen. Dabei wurde auch Hülsenfeld Teil von Bergisch Gladbach. Hülsenfeld ist seit jeher Teil der katholischen Pfarre Herkenrath.
| Jahr | Einwohner | Wohn- gebäude | Kategorie |
| ---- | --------- | ------------- | --------- |
| 1885 | 8         | 3             | Wohnplatz |
| 1895 | 11        | 1             | Wohnplatz |
| 1905 | 8         | 2             | Wohnplatz |